# NGC 2537
NGC 2537 је спирална галаксија у сазвежђу Рис која се налази на NGC листи објеката дубоког неба.
Деклинација објекта је + 45° 59' 29" а ректасцензија 8h 13m 14,4s. Привидна величина (магнитуда) објекта NGC 2537 износи 11,7 а фотографска магнитуда 12,3. Налази се на удаљености од 7,940 милиона парсека од Сунца. NGC 2537 је још познат и под ознакама UGC 4274, MCG 8-15-50, MK 86, KUG 0809+461, CGCG 236-35, KARA 235, ARP 6, VV 138, Bear claw/paw galaxy, PGC 23040.